# Cratylus (Plato)

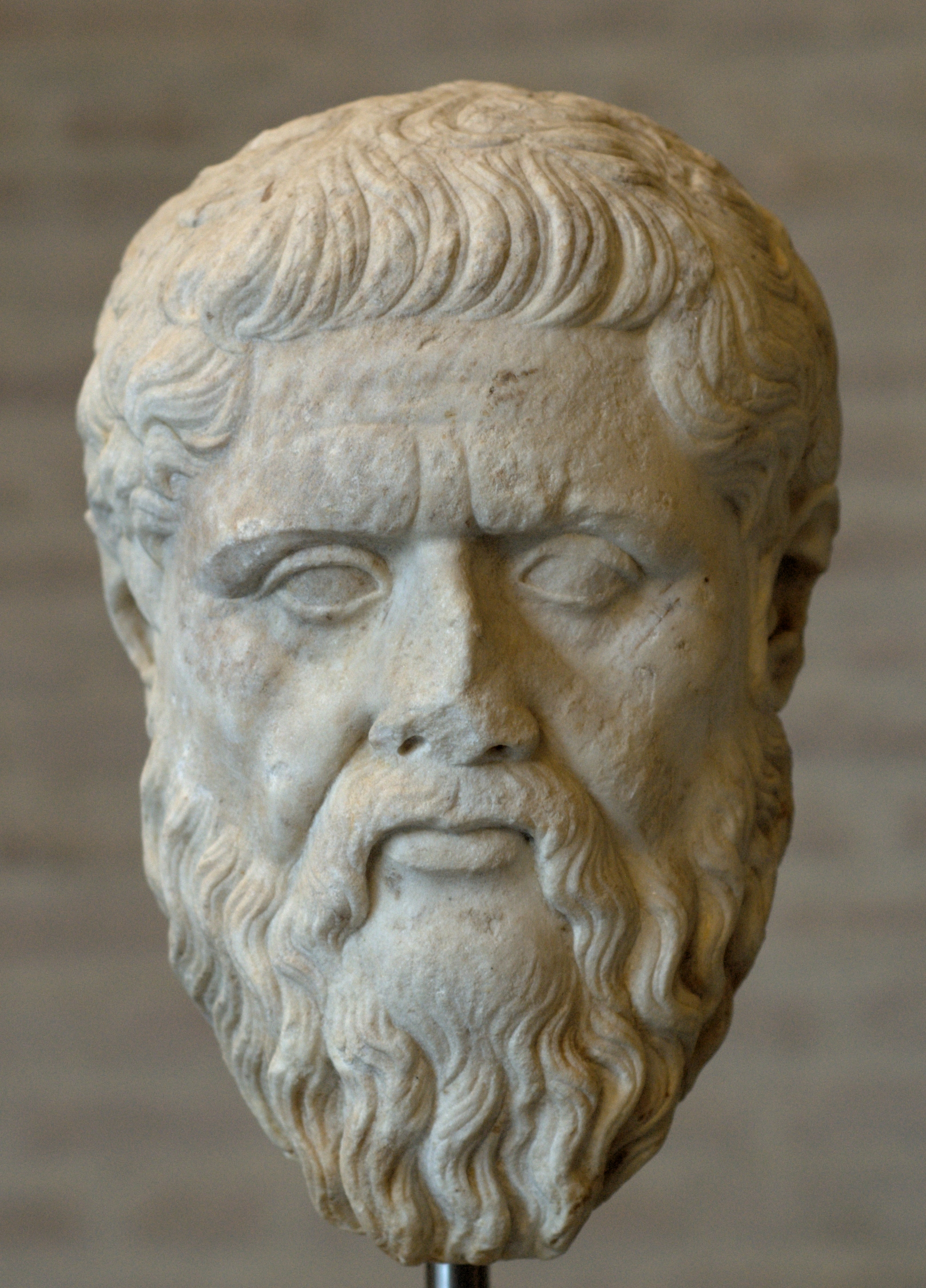
Plato

De Cratylus (Oudgrieks: Κρατύλος) is een dialoog van Plato. Het onderwerp betreft de vraag of de taal zich van willekeurige of van natuurlijke tekens bedient; in het laatste geval zou het gaan om een intrinsieke relatie tussen de taal en het betekende. Een groot deel van de dialoog wordt gebruikt voor een etymologische analyse. Over de datering van de Cratylus bestaat geen eenstemmigheid.

## Deelnemers aan het gesprek
Hermogenes (van wie in de Phaedo (59b) wordt gezegd dat hij de laatste uren van Socrates heeft meegemaakt), en Cratylus (de volgeling van Heraclitus), zijn aan het discussiëren, als ze Socrates zien en hem erbij roepen. Geschilpunt tussen beiden is de relatie die woorden/namen hebben met de werkelijkheid: volgens Cratylus heeft ieder voorwerp van nature een juiste benaming, volgens Hermogenes zijn benamingen een kwestie van conventie en consensus.

## Inhoud

### Gesprek Socrates en Hermogenes(385a - 427d)
In dit deel lijkt Socrates Cratylus gelijk te geven: benamingen worden niet zo maar willekeurig gegeven. Vervolgens lepelt hij een grote hoeveelheid etymologieën op, waarvan hij zelf na afloop constateert dat het slechts om samengestelde woorden/namen ging. Dus moet gekeken worden naar de samenstellende delen (de primaire namen). Daar men deze niet kan verklaren met behulp van andere woorden, moet gekeken worden of ze de aard van het voorwerp goed weergeven. Hiertoe worden ook de individuele letters bekeken: de 'r' bijvoorbeeld geeft beweging aan, de 'o' duidt op iets ronds, etc. Volgens Jetske Rijlaarsdam is Plato de eerste geweest die suggereerde dat een bron van 'naamgeving' voor deze primaire namen gelegen kan zijn in klanknabootsing van bepaalde voorwerpen of wezens.

### Gesprek Socrates en Cratylus(428b - 440e)
In dit deel uit Socrates twijfels over zijn zojuist gegeven uiteenzetting. Onder protest van Cratylus constateert hij dat niet alle benamingen correct zijn. Er zit toch ook een deel conventie in de gegeven namen. Daar waar men volgens Cratylus de namen moet bestuderen om de voorwerpen te leren kennen, zegt Socrates dat men hiertoe beter naar de voorwerpen zelf kan kijken.
Tot slot (vanaf 439b) wordt een probleem opgeworpen naar aanleiding van benamingen die 'beweging' uitdrukken: gingen zij die deze als eersten deze namen hebben gegeven ervan uit dat alles continu in beweging was? Het Schone op zich en het Goede op zich bestaan, en zijn eeuwig gelijk blijvend. Waren ze steeds in beweging, dan zou iedere benaming tekortschieten. Iedere vorm van kennis zou dan zelfs onmogelijk worden. Het is duidelijk dat dit probleem nader onderzoek vergt, zegt Socrates, maar Hermogenes en Cratylus vertrekken nu.

## Commentaar
Het kader van de geschetste discussie is de contemporaine nomos-phusis (conventie-natuur) discussie, in dit geval toegespitst op de taal. Als de taal arbitraire conventie is, is er dan nog wel enige garantie dat wat we zeggen een relatie tot de waarheid/werkelijkheid heeft? Maar anderzijds, als de benamingen van nature gegeven zijn, hoe zit het dan bijvoorbeeld met de verschillende talen? En hoe kunnen we dan onwaarheid spreken?
Als men al iets over Plato's standpunt kan zeggen, dan is het dat hij een midden-positie inneemt.
Maar bovenal is de Cratylus exemplarisch voor Plato's manier van schrijven/filosoferen. Hij zet tegengestelde opvattingen in een dialoog tegenover elkaar, suggereert dat beide opvattingen noch helemaal juist, noch helemaal onjuist zijn, maar wel allebei 'problematisch' en aanzettend tot verdere speculatie. En overal tussendoor strooit hij opvattingen die manifest van spot lijken te getuigen en andere die even manifest serieus bedoeld lijken te zijn, zonder afbreuk te doen aan het belang van het onderwerp. Het meest extreem komt dit naar voren daar waar Socrates zijn serie etymologieën loslaat op zijn toehoorders.
David Sedley daarentegen gaat ervan uit dat de etymologieën serieus bedoeld zijn door Socrates, en dat onze twijfel hieraan is ingegeven doordat wij vele ervan tegenwoordig etymologisch incorrect achten. Hij is zich bewust hiermee tegen de mainstream in te gaan. Verder gaat Sedley ervan uit, dat de Cratylus zoals wij die kennen, een door Plato herziene versie is van een eerdere tekst.
In de moderne taalfilosofie komt het probleem van de relatie taal-werkelijkheid opnieuw aan de orde. Filosofen als Wittgenstein, Barthes en Derrida zijn in dat opzicht schatplichtig aan het 'pionierswerk' van Plato's Cratylus.